# 37-й егерский полк
37-й егерский полк — пехотная воинская часть русской армии (см. Егерь). В 1812 г. входил в состав 8-й пехотной дивизии в Дунайской армии. В 1819 — 1833 годах полк входил в состав 22-й (затем переименованной в 19-ю) пехотной дивизии. В 1833 г. был расформирован.

## Места дислокации
В 1820 году — м. Савран. 

## История полка
Полк сформирован в Москве генералом Вейде 25 июня 1700 г., в составе 10 рот, под названием пехотного Фёдора Балка полка. В том же году 19 ноября полк находился в бою под Нарвой; 18 июля 1702 г. полк участвовал при разбитии Шлиппенбаха при Гумельсгофе и при штурмах Ямбурга (1703 г.) и Дерпта (1704 г.).
В 1703 г. при полку была сформирована гренадерская рота; 10 марта 1708 г. полк назван Воронежским пехотным полком. В 1713 г. полк был отправлен в Финляндию и здесь участвовал в 1714 г. при поражении шведов у д. Лайпола, при взятии Вазы и Гангутском сражении. В 1716 г. полк состоял в отряде князя Голицына, и был направлен на север для окончательного покорения Финляндии. С 1719 г. полк нёс службу на галерах и в последующие два года принимал участие в нескольких поисках в Швецию и на Аландские острова. В 1722 г. 4 роты полка, приняв участие в походе в Персию, находились при занятии Дербента и Баку.
С 16 февраля по 13 ноября 1727 г. полк носил название 5-го Московского пехотного полка. 28 октября 1731 г. гренадерская рота была уничтожена, и полк был приведён в состав 8 фузильерских рот. Во время Крымских походов Миниха полк участвовал в штурме Очакова, 17 августа 1739 г. принимал участие в сражении при Ставучанах и находился при занятии Хотина.
13 мая 1741 г. из состоявших в ротах гренадер снова была сформирована гренадерская рота. В 1741—1742 гг. полк участвовал в войне со Швецией. 27 января 1747 г. полк был приведён в 3-х батальонный состав с 2 гренадерскими ротами.
Во время Семилетней войны полк участвовал в сражениях при Гросс-Егерсдорфе, Цорндорфе, Пальциге, Кунерсдорфе и при осаде и взятии Кольберга. В царствование императора Петра III полк назывался с 25 апреля по 5 июля 1762 г. мушкетерским генерал-фельдмаршала принца фон-Гольштейна полком. 14 января 1763 г. полк приведён в состав 2 батальонов с артиллерийской командой.
В 1-ю Турецкую войну Воронежцы находились при штурме крепости Бендеры в 1770 г. В 1782 г. полк был отправлен на Кавказ и там участвовал 22 июня 1791 г. в штурме Анапы, а 10 апреля 1796 г. — при взятии Дербента и Баку. В 1796 г. полк был назван мушкетерским. В царствование императора Павла I полк назывался по фамилиям своих шефов, генерал-майора фон-Экельна и Арсеньева 2-го.
31 марта 1801 г. полк снова был наименован Воронежским и в 1803 г. развернут в 3 батальона. Во время войны Наполеоном в 1806—1807 гг. Воронежцы участвовали в сражениях при Прейсиш-Эйлау и Фридланде. В 1809 г., в войну с турками, полк находился в сражении под Татарицей и при неудачном штурме Рущука. 
19 октября 1810 г. в связи с переформированием пехотных дивизий полк был переименован в 37-й егерский. Дальнейшие боевые действия полка против турок выразились участием его в сражениях при Рущуке и Журже в 1811 г. В Отечественную войну 1812 г. 37-й егерский полк вошёл в состав 3-й резервной армии и участвовал в сражениях при Городечне и Стахове. 6 октября 1813 г., под Лейпцигом, 37-й егерский полк вместе со Старооскольским пехотным полком атаковал Шенфельд и после штыкового боя ворвался в селение. Кампания 1814 г. ознаменована участием полка в блокаде крепостей Майнца и Касселя и в сражении под Парижем.
В русско-турецкую войну 1828—1829 гг. 1-й и 2-й батальоны участвовали с 30 апреля по 7 июня в осаде Браилова, а затем в обложении Шумлы. 3 августа егеря, находясь в составе отряда генерал-лейтенанта Ридигера, участвовали в к селу Костежу и 14 августа отбили ночное нападение турок у Шумлы. 20 мая 1829 г. полк был назначен на усиление гарнизона Правод и в течение 10 дней выдержал осаду армии великого визиря. 25 мая батальоны 37-го егерского и Полоцкого полков произвели вылазку и захватили редут, занятый 500 турками, которые бежали, оставив в наших руках 4 знамени. 29 мая осада Правод была снята, и полк в колонне генерала Ридигера перешёл через Балканы. Находясь в авангарде, полк с отличием действовал, под командованием полковника Лидерса, при переправе через р. Камчик, в сражении при д. Кеприкиой, Айдосе и 10 июля при атаке с. Келлелер взял турецкое знамя. 6 апреля 1830 г. полку были пожалованы Георгиевские знамёна с надписью «За оборону Правод против турецкой армии в 1829 г.», знаки на головные уборы с надписью «За отличие» и «поход за военное отличие».
28 января 1833 г. 1-й и 3-й батальоны 37-го егерского полка были присоединены к Азовскому пехотному полку и составили 3, 4 и 6-й батальоны последнего. 2-й батальон 37-го егерского полка вошел в Днепровскому пехотный полк. Старшинство 37-го егерского полка сохранено не было.
См. также: Моршанский 139-й пехотный полк

## Шефыполка
- 03.12.1796 — 29.01.1799 — бригадир (с 27.01.1797 генерал-майор, с 17.09.1798 генерал-лейтенант) фон Экельн, Фёдор Андреевич
- 29.01.1799 — 15.11.1804 — генерал-майор Арсеньев, Николай Михайлович
- 18.11.1804 — 26.11.1804 — генерал-майор Ласунский, Павел Михайлович
- 28.11.1804 — 16.05.1807 — генерал-майор Стратон-Потапов, Лев Иванович
- 21.05.1807 — 17.08.1807 — полковник Гернет, Карл
- 25.09.1807 — 09.11.1807 — полковник Буксгевден, Иван Филиппович
- 09.11.1807 — 06.01.1808 — полковник Гернет, Карл
- 06.01.1808 — 01.06.1815 — полковник Сутгоф, Николай Иванович

## Командиры полка
- 01.01.1793 — 28.01.1797 — полковник Кривцов, Фёдор
- 28.01.1797 — 02.03.1798 — полковник барон Маркловский, Карл Осипович
- 02.03.1798 — 24.10.1799 — подполковник (с 20.08.1798 полковник) Вязмитинов, Александр Иванович
- 21.09.1800 — 27.10.1802 — подполковник Черкасов, Гаврила Алексеевич
- 27.10.1802 — 05.09.1804 — полковник Лукьянов, Иван Иванович
- 05.09.1804 — 14.04.1807 — подполковник (с 23.04.1806 полковник) Полторацкий, Степан Иванович
- 07.05.1807 — 14.01.1809 — майор Жилинский, Кондратий Никифорович
- 24.04.1809 — 01.06.1815 — майор (с 30.08.1811 подполковник) де Сен-Лоран, Павел Иванович
- 01.06.1815 — 22.07.1817 — полковник Фонвизин, Михаил Александрович
- 22.07.1817 — 19.02.1821 — полковник Майоров, Алексей Иванович
- 19.02.1821 — 08.01.1823 — полковник Мануйлов, Матвей Иванович
- 08.01.1823 — 06.08.1829 — подполковник (с 26.11.1823 полковник) Лидерс, Александр Николаевич
- 02.02.1830 — 09.06.1830 — командующий подполковник Седлецкий
- 09.06.1830 — 03.06.1833 — полковник Сахновский, Николай Никитич